# 在日ルーマニア人
在日ルーマニア人（ざいにちルーマニアじん）は、日本に一定期間在住するルーマニア国籍の人々である。また、日本に帰化や亡命した人、およびその子孫のことをルーマニア系日本人と呼ぶ。

## 概要
興行ビザ発給により来日するルーマニア人女性は90年代末以降に急増した。その多くは、ロシア人女性やウクライナ人女性らと共に、パブや飲食店などで働いていた。
法務省在留外国人統計によると大多数のルーマニア人女性は日本人男性と国際結婚し日本に在住しており、2世を含めると、欧州諸国の中ではイギリス人、フランス人、ロシア人、イタリア人、ドイツ人に次いで大きなコミュニティーを形成している。

## 統計
2015年の統計によると、90日を超えて日本に滞在し、外国人登録をしている在日ルーマニア人の数は2,408人である。来日者が増えたのは90年代の終盤になってからで、1991年に42人だったのが2000年には2,449人に急増。2001年には3,151人と大幅に増えた。その後、2003年の4,104人を頂点に、2004年の4,091人、2005年の3,774人、2006年の2,856人と大幅に減少を続け、近年も減少傾向にある。
在日ルーマニア人のうち女性が1,824人と大半を占めている。年齢別にみると30代が最も多くなっており、これ以外の年齢層は非常に少ない。これは、東欧パブなどで働く来日者が続出した2000年代前半の名残りである。
在留資格別に見ると、永住者が1213人と最も多く、日本人の配偶者等384人、定住者249人と続く。かつて在住者の主流を占めていた興行ビザによる滞在はわずか7人しかいない。2005年に興行ビザ発給が大幅に制限されたため、日本人と国際結婚して在留資格を得た人以外は、多くが帰国した。
都道府県別に見ると、最も多いのが東京都の535人、次いで愛知県231人、神奈川県220人、長崎県193人、大阪府144人、以下埼玉県、千葉県、福岡県、静岡県の順となっている。

## 著名な在日ルーマニア人・ルーマニア系日本人
- ジョニー野村･･･ルーマニア生まれ、母がルーマニアへ亡命したロシア人。
- 野村祐人･･･ジョニー野村の息子
- 室伏広治･･･夏季五輪金メダリスト、母がルーマニア人
- 室伏由佳･･･陸上選手、母がルーマニア人
- 古藤ロレナ･･･ルーマニア出身の女優・タレント、父は日本人
- 雑賀カアネ･･･アップフロントプロモーション所属の子役タレント、父は日本人
- 雑賀サクラ･･･アップフロントプロモーション所属の子役タレント、父は日本人
- ギャルマト・ボグダン･･･東映アニメーション所属のプロデューサー
- デルチャ・ミハエラ・ガブリエラ･･･タレント
- ブルンドシュユ・ミレラ･･･実業家、タレント
- タラヌ・カタリン･･･プロ囲碁棋士
- エリカ・マリナ姉妹･･･父は日本人